# Bronson, Kansas
Bronson är en ort i Bourbon County i Kansas. Orten har fått sitt namn för järnvägsdirektören Ira Bronson. Vid 2020 års folkräkning hade Bronson 304 invånare.